# L'ultimo viaggio di Lenin
L'ultimo viaggio di Lenin è un romanzo scritto da Francesco Pala e pubblicato nel 2024, anno nel quale ha anche vinto il premio letterario nazionale italiano dedicato a Neri Pozza.

## Trama
Il cadavere di Lenin, morto nel 1924, è imbalsamato su ordine di Stalin. A seguito dell'invasione nazista del 1941, si decide di spostare il corpo in Siberia, a Tjumen’. Da allora è custodito in una scuola e sorvegliato da 6 soldati. Un giorno, un soldato ha la sensazione che Lenin abbia aperto gli occhi e subisce un intervento di lobotomia per allucinazione. Il 29 luglio 1942 tutti scappano dalla città di Tjumen’, in seguito alla notizia dell'espansione dell'invasione del regime nazista. Rimangono soltanto il sergente Dorotov, il soldato Antonov ed una donna di nome Olga. Essi portano via il cadavere, che viene trasformato in un perno attorno al quale nascerà un nuovo stato, Leninesia. Nel 1953 muore Stalin, mentre nel 1964 Nastas’ja viene inviata dalla Leninesia a Mosca alla ricerca di tre dissidenti.